# Suriyan Sor Rungvisai
Suriyan Sor Rungvisai (thailändisch สุริยัน ศ.รุ่งวิสัย, richtiger Name: Suriyan Kaiganha (สุริยัน ไขกัญหา); * 2. März 1989 im Landkreis (Amphoe) Sikhio der Provinz Nakhon Ratchasima, Nordost-Thailand) ist ein thailändischer Boxer im Superfliegengewicht.

## Profikarriere
Suriyan begann 2006 erfolgreich seine Profikarriere. Am 19. August 2011 boxte er gegen Tomás Rojas um den Weltmeistertitel des Verbandes WBC und siegte durch einstimmige Punktentscheidung. Diesen Titel verteidigte er noch im selben Jahr gegen Nobuo Nashiro nach Punkten und verlor ihn im Jahr darauf an Yōta Satō durch einstimmigen Beschluss.
Im September 2015 stand seine Kampfbilanz bei 45 Siegen und 6 Niederlagen.